# جمايران (أرشق)
جمایران (بالفارسية: جمایران) هي قرية تقع في إيران في قسم أرشق الشرقي الريفي. يقدر عدد سكانها بـ 216 نسمة بحسب إحصاء 2016.